# Hypognatha
Hypognatha Guérin, 1839 è un genere di ragni appartenente alla famiglia Araneidae.

## Etimologia
Il nome deriva dal greco ὐπό, ypò, cioè sotto, di sotto, inferiore, e γνὰθος, gnàthos, cioè mascella, perché ha i cheliceri posti inferiormente.

## Distribuzione
Le 38 specie oggi note di questo genere sono state rinvenute in America meridionale e centrale. Fra gli endemismi il Brasile ne conta il maggior numero, ben 16, seguito dal Perù che ne ha otto.

## Tassonomia
Fondamentale nello sviluppo di questo genere è stato il cospicuo lavoro dell'aracnologo Levi (1996b), che ha descritto oltre 30 specie nuove.
Dal 2002 non sono stati esaminati esemplari di questo genere.
A dicembre 2013, si compone di 38 specie:
1. Hypognatha alho (Levi, 1996) - Brasile
2. Hypognatha belem (Levi, 1996) - Brasile
3. Hypognatha cacau (Levi, 1996) - Perù, Brasile
4. Hypognatha cambara (Levi, 1996) - Brasile
5. Hypognatha carpish (Levi, 1996) - Perù
6. Hypognatha colosso (Levi, 1996) - Colombia, Brasile
7. Hypognatha coyo (Levi, 1996) - Colombia
8. Hypognatha cryptocephala (Mello-Leitão, 1947) - Brasile
9. Hypognatha deplanata (Taczanowski, 1873) - Brasile, Guyana francese
10. Hypognatha divuca (Levi, 1996) - Perù
11. Hypognatha elaborata (Chickering, 1953) - Costarica, Panama, Colombia
12. Hypognatha furcifera (O. P.-Cambridge, 1881) - Brasile
13. Hypognatha ica (Levi, 1996) - Colombia, Brasile
14. Hypognatha ituara (Levi, 1996) - Brasile
15. Hypognatha jacaze (Levi, 1996) - Brasile
16. Hypognatha janauari (Levi, 1996) - Brasile
17. Hypognatha lagoas (Levi, 1996) - Brasile
18. Hypognatha lamoka (Levi, 1996) - Venezuela
19. Hypognatha maranon (Levi, 1996) - Perù
20. Hypognatha maria (Levi, 1996) - Perù
21. Hypognatha matisia (Levi, 1996) - Perù
22. Hypognatha mirandaribeiroi (Soares & Camargo, 1948) - Brasile
23. Hypognatha mozamba (Levi, 1996) - Colombia, Ecuador, Perù, Brasile
24. Hypognatha nasuta (O.P.-Cambridge, 1896) - Messico
25. Hypognatha navio (Levi, 1996) - Venezuela, Brasile
26. Hypognatha pereiroi (Levi, 1996) - Brasile
27. Hypognatha putumayo (Levi, 1996) - Colombia, Ecuador
28. Hypognatha rancho (Levi, 1996) - Venezuela
29. Hypognatha saut (Levi, 1996) - Guyana francese
30. Hypognatha scutata (Perty, 1833)[2] - da Trinidad all'Argentina
31. Hypognatha solimoes (Levi, 1996) - Brasile
32. Hypognatha tampo (Levi, 1996) - Perù
33. Hypognatha testudinaria (Taczanowski, 1879) - Perù
34. Hypognatha tingo (Levi, 1996) - Perù
35. Hypognatha tocantins (Levi, 1996) - Brasile
36. Hypognatha triunfo (Levi, 1996) - Brasile
37. Hypognatha utari (Levi, 1996) - Brasile
38. Hypognatha viamao (Levi, 1996) - Brasile

### Sinonimi
- Hypognatha coccinellina (Taczanowski, 1879); esemplari posti in sinonimia con H. scutata (Perty, 1833) a seguito di un lavoro di Levi (1996b)[1].
- Hypognatha decora (O. P.-Cambridge, 1877); esemplari posti in sinonimia con H. scutata (Perty, 1833) a seguito di un lavoro di Levi (1996b)[1].
- Hypognatha geometrica (Taczanowski, 1879); esemplari posti in sinonimia con H. testudinaria (Taczanowski, 1879) a seguito di un lavoro di Levi (1996b)[1].
- Hypognatha prospiciens (O. P.-Cambridge, 1874); esemplari posti in sinonimia con H. scutata (Perty, 1833) a seguito di un lavoro di Levi (1996b)[1].

### Nomina dubia
- Hypognatha cruciata Tullgren, 1905: esemplare juvenile reperito in Bolivia, a seguito di un lavoro di Levi (1996b) è da ritenersi nomen dubium[1].
- Hypognatha squammosa (Simon, 1864): esemplare femminile rinvenuto in Brasile e originariamente ascritto al genere Micrathena Sundevall, 1833, a seguito di un lavoro di Levi (1996b) è da ritenersi nomen dubium[1].